# Тур Лимпопо
Тур Лимпопо (фр. Tour de Limpopo) — шоссейная многодневная велогонка, проходящая по территории ЮАР в провинции Лимпопо с 2018 года.

## История
Гонка была создана в 2018 году и сразу вошла в календарь Африканского тура UCI с категорией 2.2.
Своё название гонка получила в честь провинции Лимпопо по территории которой пролегает её маршрут между городами Полокване и Цанен.
На гонке определяются следующие классификации:
- — генеральная
- — очковая
- — горная
- — молодёжная
- — самый агрессивный гонщик

Одновременно с элитной гонкой проходит гонка ветеранов.

## Призёры
| Год  | Победитель          | Второй         | Третий         |         |
| ---- | ------------------- | -------------- | -------------- | ------- |
| 2018 | Густав Бассон       | Джейде Джулиус | Клинт Хендрикс |         |
| 2019 | Самуэле Баттистелла | Кент Майн      | Коннор Браун   |         |
| 2020 | отменён             | отменён        | отменён        | отменён |
| 2021 | отменён             | отменён        | отменён        | отменён |
| 2022 | отменён             | отменён        | отменён        | отменён |